# Mana (Orhei)
Mana (russisch Мана) ist ein Dorf der Gemeinde Seliște im Rajon Orhei im Zentrum der Republik Moldau.

## Name
Der Name des Dorfes stammt von dem Begriff Manna und kann Frucht, Fülle, Fülle bedeuten. Es wird auch als krautige Pflanze bezeichnet – Manna-de-Apa, die 1–2 m hoch ist, mit in Ähren angeordneten Blüten und um Wasser herum wächst. Poiana Mana – eine Wiese in der Nähe des Wassers, wo Wassermanna wächst.

## Geschichte
Das Dorf Mana wurde während der Regierungszeit von Stefan dem Großen im Jahr 1500 schriftlich erwähnt.
Die archäologischen Funde zeigen, dass die ersten Bewohner Vertreter eines geto-thrakischen Stammes waren, der in einer befestigten Siedlung am Rande des Waldes lebte und über eine Festung verfügte, die die Funktion eines Außenpostens erfüllte. In den folgenden Jahrhunderten (5.–1. Jh. v. Chr.) siedelten sich Gruppen der Poienești-Lukaševka-Kultur und der Tschernjachow-Kultur hier an. Es ist anzunehmen, dass die Siedlung Râpa-Popii, möglicherweise mit Unterbrechungen, auch während des 10. Jahrhunderts und der ersten Hälfte des 14. Jahrhunderts bewohnt war. An der Stelle, wo sich heute das Dorf Mana befindet und wo die Dorfkirche steht, befand sich vor vielen Jahren am Fuße des Waldes eine Lichtung, die zum ersten Mal im Jahr 1500 urkundlich bezeugt wird, hieß Poiana Mana.
1812 wurde die hölzerne Dorfkirche „St. Nikolaus“ eingeweiht und diente Nonnen vorerst als Einsiedelei. Nachdem die Einsiedelei geschlossen wurde und die Nonnen in der Einsiedelei Răciula versetzt wurden, errichtete 1845 Constantin Scordeli eine Steinkirche.

## Persönlichkeiten
- Paul Goma (1935–2020), rumänischer Schriftsteller